# Kristy Wallace
Kristy Wallace (ur. 3 stycznia 1996 w Loganholme) – australijska koszykarka, występująca na pozycjach rozgrywającej lub rzucającej, reprezentantka kraju, obecnie zawodniczka Melbourne Boomers, a w okresie letnim Indiana Fever.

## Osiągnięcia
Stan na 8 marca 2023, na podstawie, o ile nie zaznaczono inaczej.

### NCAA
- Uczestniczka rozgrywek:
  - Elite 8 turnieju NCAA (2015, 2016, 2017)
  - Sweet 16 turnieju NCAA (2015–2018)
- Mistrzyni:
  - turnieju konferencji Big 12 (2015, 2016, 2018)
  - sezonu regularnego Big 12 (2015–2018)
- Wicemistrzyni turnieju Big 12 (2017)
- MVP turnieju Gulf Coast Showcase (2017)
- Zaliczona do:
  - I składu:
    - Big 12 (2018)
    - defensywnego Big 12 (2018)
    - najlepszych pierwszorocznych zawodników Big 12 (2015)
    - turnieju Big 12 (2017)
    - Academic All-Big 12 (2016)
    - regionu 3 (2018 przez WBCA)

  - II składu Academic All-Big 12 (2017, 2018)
  - składu:
    - honorable mention All-America (2018 przez WBCA)
    - Big 12 Commissioner's Honor Roll (zima 2014, 2015, wiosna 2017)
- Zawodniczka kolejki:
  - NCAA (29.01.2018 według espnW)
  - Big 12 (3.03.2016)
- Najlepsza pierwszoroczna zawodniczka kolejki konferencji Big 12 (5.01.2015, 12.01.2015, 4.03.3015)

### Drużynowe
- Mistrzyni Australii (WNBL – 2019, 2020)
- Wicemistrzyni australijskiej ligi NBL1 North (2013)

### Indywidualne
- Najlepsza rezerwowa australijskiej ligi WNBL (2022)

### Reprezentacja

#### Seniorska
- Brązowa medalistka:
  - olimpijska (2024)[6]
  - mistrzostw:
    - świata (2022)
    - Azji (2021)
- Uczestniczka kwalifikacji do mistrzostw świata (2022)

#### Młodzieżowe
5x5
- Mistrzyni:
  - uniwersjady (2017)
  - Oceanii U–18 (2014)
  - FIBA Pacific Games (2013)
- Wicemistrzyni turnieju U24 Four Nations Tournament (2017)
- Brązowa medalistka mistrzostw świata U–19 (2015)
- MVP turnieju FIBA Pacific Games (2013)

3x3
- Brązowa medalistka mistrzostw świata U–18 3x3 (2012)